# 피자 치즈

피자 치즈를 사용한 미국식 피자

피자 치즈(영어: Pizza cheese)는 피자에 넣어 가열함으로써 녹게 만든 저온 살균의 치즈이다.

## 같이 보기
- 모차렐라
- 체다 (치즈)
- 고르곤졸라
- 스트링 치즈
- 간 치즈
- 채 친 치즈